# BC Angels
Die BC Angels (englisch BC Engel) waren ein in Abbotsford, Kanada, beheimatetes Arena-Football-Damen-Team. Sie spielten in der Lingerie Football League Canada (LFL Canada).

## Geschichte
Am 20. Februar 2012 gab die LFL Canada den Namen, das Logo und den Standort der BC Angels bekannt. In der ersten Saison gewannen sie zwei ihrer vier Spiele und qualifizierten sich so als zweiter der Liga für den Lingerie Bowl Canada I. Dort besiegten sie die Saskatoon Sirens mit 25:12 und wurden damit erster Meister der LFL Canada. Im Anschluss spielten sie noch ein als Pacific Cup bezeichnetes Spiel gegen die Seattle Mist aus der LFL US, welches sie mit 18:38 verloren. Die Saison 2013 wurde im September 2013 abgesagt, nachdem Spielerinnen anderer Mannschaften Sicherheitsbedenken äußerten. Im Anschluss löste sich die Liga 2013 auf.

## Resultate
| Saison | Siege | Niederlagen | Unentschieden | Platzierung   | Play-off-Ergebnis                                           |
| ------ | ----- | ----------- | ------------- | ------------- | ----------------------------------------------------------- |
| 2013   | 2     | 2           | 0             | 2. LFL Canada | 25:12-Sieg gegen Saskatoon Sirens im Lingerie Bowl Canada I |